# Ryan Richards (basketballer)
Ryan Earl Richards (Chatham, 24 april 1991) is een Brits-Jamaicaans basketballer

## Carrière
Richards speelde in de jeugd van East Kent Crusaders waar hij in het seizoen 2005/06 zijn debuut maakte bij de eerste ploeg in de Engelse derde klasse. Hij maakte in 2006 de overstap naar CB Gran Canaria waar hij in de jeugdploegen speelde. Het volgende seizoen werd hij uitgeleend aan CB Agüimes en speelde hij ook voor de jeugdploeg van Real Madrid Baloncesto in een internationale wedstrijd. In 2008 maakte hij de overstap naar Union Mons-Hainaut waar hij aanvankelijk uitkwam voor de jeugdploeg in de derde klasse maar in de tweede seizoenshelft zijn debuut maakte in de Belgische eerste klasse.
Na een seizoen in de Belgische competitie verliet hij de club en keerde terug naar CB Gran Canaria. Hij speelde eerst voor de tweede ploeg nadat hij niet meer voor de opleidingsploeg wou spelen werd hij uitgeleend aan de Zwitserse eersteklasser BBC Monthey. In 2010 werd hij als 49e gekozen in de NBA draft van 2010 door de San Antonio Spurs. Hij tekende niet bij de club en herstelde de volgende maanden van een operatie. In september 2011 tekende hij bij de Zwitserse eersteklasser Lugano Tigers, in april 2012 tekende hij voor de rest van het seizoen bij SK Sochoemi uit Georgië.
In de zomer van 2012 speelde hij voor de San Antonio Spurs in de NBA Summer League. Hij tekende hierna voor het Poolse Arka Gdynia maar verliet de ploeg in januari 2013 en maakte het seizoen vol bij het Oostenrijkse BC Vienna waarmee hij landskampioen werd. Hij speelde in de zomer opnieuw voor de San Antonio Spurs in de NBA Summer League. Hij startte het seizoen 2013/14 voor Al-Nasr SC uit Dubai. In december 2013 tekende hij voor het Griekse Ikaros Kallitheas BC waar hij de rest van het seizoen speelde. Voor het seizoen 2014/15 tekende hij opnieuw bij het Oostenrijkse BC Vienna maar verliet de club alweer in oktober 2014. Hij tekende hierna bij het Hongaarse BC Körmend voor de rest van het seizoen.
In april 2015 tekende hij bij het Iraanse Azad University Tehran BC. In juni 2015 tekende hij bij het Chinese Guangxi Rhinos. Voor het seizoen 2015/16 tekende hij bij het Iraanse Shahrdari Gorgan BC. Hij speelde nadien kort voor Sagesse SC en in mei 2016 voor Al-Ahli SC Manama. In de zomer van 2016 won hij The Basketball Tournament met Overseas Elite. In september 2016 tekende hij bij de San Antonio Spurs maar zijn contract werd een paar dagen later alweer ontbonden. In oktober 2016 tekende hij bij KK Karpoš Sokoli uit Macedonië. In december 2016 tekende hij opnieuw in de Iraanse competitie ditmaal bij Palayesh Naft Abadan BC. In maart 2018 tekende hij voor een derde keer bij BC Vienna, hij verliet de ploeg alweer in april 2018 na een blessure.
Voor het seizoen 2018/19 tekende hij bij het Britse Surrey Scorchers waar hij speelde tot in januari 2019 toen hij de overstap maakte naar Al-Hala Muharraq uit Bahrein. In maart 2019 tekende hij in de Mexicaanse competitie bij Soles de Mexicali en in de zomer speelde hij nog bij het Filipijnse Mighty Sports. Hij startte het seizoen bij het Estse BC Kalev/Cramo maar keerde in november 2019 alweer terug naar de Surrey Scorchers. Nog geen maand later verliet hij de club alweer voor Shahrdari Gorgan BC uit Iran. In februari 2020 tekende hij bij Plymouth Raiders waar hij het seizoen uitdeed.
Hij tekende in de zomer van 2020 voor de Belgische eersteklasser Phoenix Brussels. Bij Brussels speelde hij niet veel en verliet de club in november en tekende in december 2020 voor het Britse Surrey Scorchers. In april 2021 tekende hij bij Petro de Luanda uit Angola. Hij speelde het seizoen 2021/22 voor de Japanse tweedeklasser Aomori Watts. Na een seizoen ging hij spelen voor de Japanse derdeklasser Yamaguchi Patriots. In april 2023 tekende hij bij Seydou Legacy Athletique Club uit Guinee. In februari 2024 tekende hij bij de Japanse derdeklasser Shinagawa City BC. 
Waarna hij nog speelde voor Gaiteros del Zulia uit Venezuela vanaf mei 2024 en Terrafirma Dyip uit de Filipijnen waar hij in december 2024 vervangen werd door Brandon Edwards nadat hij er vanaf november speelde. In 2025 schreef hij zich in voor The Basketball Tournament met Richards Elite.

## Kent Panthers
In 2019 richtte hij zijn eigen basketbalclub op, genaamd de Kent Panthers die in de Engelse basketbalcompetitie uitkomt.

## Erelijst
- Oostenrijks landskampioen: 2013
- The Basketball Tournament: 2016